# Denis Petushinskiy
Denis Petushinskiy (né le 28 juin 1967 à Irkoutsk) est un athlète russe spécialiste du saut à la perche devenu néo-zélandais en 1998. Alors qu'il avait remporté la médaille d'argent aux Jeux du Commonwealth avec un record de Nouvelle-Zélande, il est suspendu pour dopage après un contrôle positif au stanozolol et disqualifié de la compétition.

## Biographie

### Palmarès
| Date | Compétition           | Lieu         | Résultat | Performance |
| ---- | --------------------- | ------------ | -------- | ----------- |
| 1993 | Championnats du monde | Stuttgart    | 6e       | 5,80 m      |
| 1994 | Championnats d'Europe | Helsinki     | 5e       | 5,80 m      |
| 1998 | Jeux du Commonwealth  | Kuala Lumpur | —        | DSQ         |

### Records
| Épreuve          | Performance | Lieu   | Date         |
| ---------------- | ----------- | ------ | ------------ |
| Saut à la perche | 5,90 m      | Moscou | 13 juin 1993 |